# Киммерийцы
Киммери́йцы (устар. киммеры, др.-греч. Κιμμέριοι, аккад. [Gimirāia], [Gamir(a/āia)]) — кочевые ираноязычные племена, вторгшиеся в Закавказье во второй половине VIII века до н. э. и в VII веке до н. э. завоевавшие некоторые районы Малой Азии. Также условное название так называемых «доскифских» народов Северного Причерноморья железного века. Гимирру из ассирийских источников могут быть тождественны киммерийцам античных авторов, вытесненным из степей на Ближний Восток продвижением скифов.
Данные о языке киммерийцев ограничиваются самим этнонимом и 3 именами их вождей; для всех этих слов предлагались иранские этимологии, ни одна из которых не бесспорна. Учитывая культурную близость киммерийцев и скифов по письменным источникам и данным археологии, обычно предполагается, что их языки входят в восточноиранскую подгруппу иранской группы языков). По другой версии, киммерийцы были фракийцами по происхождению.

## Название
Поэма «Одиссея», XI песня, строки 13—19 (ок. VIII века
 до н. э., единственное упоминание киммерийцев в поэме):
«Скоро пришли мы к глубокотекущим водам Океана;
 Там киммериян печальная область, покрытая вечно
 Влажным туманом и мглой облаков; никогда не являет
 Оку людей там лица лучезарного Гелиос, землю ль
 Он покидает, всходя на звездами обильное небо,
 С неба ль, звездами обильного, сходит, к земле обращаясь;
 Ночь безотрадная там искони окружает живущих.»
 — перевод В. А. Жуковского, 1849
«Судно дошло до пределов глубокой реки Океана;
 Там находится город народа мужей киммерийских,
 Вечно покрытый туманом и тучами: яркое солнце
 Там никогда не блеснет ни лучами своими, ни светом,
 Путь ли когда от земли совершает по звездному небу,
 С неба ль на землю обратно когда возвращается снова:
 Тьма простирается там над жалкими смертными вечно.»

 — перевод П. А. Шуйского, 1948

«Мы наконец Океан переплыли глубоко текущий.
 Там страна и город мужей киммерийских. Всегдашний
 Сумрак там и туман. Никогда светоносное солнце
 Не освещает лучами людей, населяющих край тот,
 Землю ль оно покидает, вступая на звездное небо,
 Или спускается с неба, к земле направляясь обратно.
 Ночь зловещая племя бессчастных людей окружает.»

 — перевод В. В. Вересаева, опубл. в 1953

Киммерийцы в центральной Анатолии

Киммерийцы известны с VIII века до. н. э. из античных и переднеазиатских письменных источников. Сведения о них сохранились у древнегреческих авторов, в клинописных архивах ассирийцев и библейских текстах. Часто современные исследователи сообщают, что впервые киммерийцы засвидетельствованы в анналах Ассирии (напр., А. И. Иванчик и др.) или что название киммерийцам «дано древними ассирийцами» (Л. А. Ельницкий). Однако текст античной «Одиссеи», где киммерийцы также упоминаются, вероятно, создан не позднее VIII века до н. э., тогда же, когда появились и ассирийские свидетельства. В виде древнегреческой лексемы название перешло в общеевропейскую традицию, откуда как киммерийцы/киммеры попало в русский язык. На сегодняшний день этот этноним является древнейшим из дошедших до наших дней наименований восточноевропейского народа или группы племён.

### Происхождение киммерийцев
Ныне отвергнутые предположения, которые основаны на отвергнутой гипотезе о переднеазиатском происхождении индоевропейских народов, предполагается, что предками киммерийских племен, вероятно, были племена, именуемые Умман-Манда.
Умман-Манда — собирательный термин, использовавшийся в конце III — середине I тысячелетий до нашей эры в Месопотамии в отношении несемитских и нешумерских народов, проживавших к северу и северо-востоку от региона. На Древнем Ближнем Востоке в разных контекстах их называли киммерийцами. Родина Умман-Манда, по-видимому, находится где-то от Центральной Анатолии до северной или северо-восточной Вавилонии, что в основном совпадает со страной под названием историческая Каппадокия. Армянские источники, которые возникли через полторы-две тысячи лет после того как армии пришлых киммерийцев там базировались, называют земли Каппадокии словом Гамирк (арм. Գամիրք), истоки которого видят в племенах проживших здесь в древности кимерийцев и соответствующего им библейского Гомера.
Сейчас подтверждено исследованиями в палеогенетике, антропологии и археологии, что киммерийцы - выходцы из восточной азиатской части великой степи и связаны с регионом Тувы, Аржана и Карасукской культуры[страница?].

### Античные авторы
Написание лексемы «киммерийцы» в древнегреческом языке известно как Κιμμέριοι [Kimmérioi], в латинском — Cimmerii. Ф. Любкер полагал, что этноним восходит к имени некой богини Киммерис. Впервые в античных источниках киммерийцы упоминаются в древнегреческой поэме «Одиссея», традиционно приписываемой легендарному аэду Гомеру и созданной, вероятно, около VIII века до н. э.. Некоторые исследователи считали, что киммерийцы в «Одиссее» не имеют отношения к историческим племенам и речь идёт о мифических жителях преддверия Аида, другие, основываясь на достоверности многих исторических и географических сведений содержащихся в гомеровских поэмах, видели в приведённом тексте реальный народ. Киммерийцы один раз упоминаются в поэме в 14 строке XI песни, и это единственное упоминание в такой древний период — в дальнейшем в древнегреческой и древнеримской литературе сведения о них появляются значительно позднее (напр., в «Истории» Геродота в V веке до н. э., и других).
Греко-римлянами киммерийцы и кимвры воспринимались  как свирепые и варварские народы, которые сеяли смерть и разрушения, древнегреческие литературные традиции постепенно приравнивали и отождествляли их друг с другом, например Диодор Сицилийский .  Страбон в «Географии»   I веке до н. э. ссылается на удачное предположение Посидония Апамейского, который опирался на сходство в названии киммерийцев и кимвров, приравнивая эти два народа друг к другу, утверждал, что киммерийцы, которые перебрались в Западную Азию, были небольшим племенем изгнанников, что Боспор Киммерийский был назван в честь кимвров, которых греки называли «киммерийцами», в то время, как основной народ киммерийцев, известные как кимвры, жили на густом лесистом и лишенном солнца далёком севере, между берегами Океана и Герцинским лесом.  Плутарх критиковал предположение Посидония, как основанное на догадках, а не на конкретных исторических свидетельствах.

### Ассирийские архивы
Клинописные тексты «Писем Куюнджикского архива»
 (конец VIII века до. н. э., упоминание места обитания
 киммерийцев как страны Гамирр):
«Царю, моему господину, — твой раб Синахериб. Привет царю, моему господину. Ассирия благополучна, храмы благополучны, все царские крепости благополучны, пусть сердце царя, моего господина, будет весьма довольно. Мне писали Уккийский [царь]: когда царь урартский пошел на страну Гамир, все его войско было побито, сам он, его наместники с их войском были отброшены… Вот сообщение Уккийского царя … Набули, наместник города Хальсу, писал мне — я писал страже пограничных крепостей относительно вестей об урартском царе. Когда он отправился в страну Гамир, все его войско было побито, три из его начальников со своими отрядами убиты, сам же он бежал и вступил в собственную землю; его лагерь до сих пор не достигнут. Вот сообщение Набули…»
 — письмо наследника Синахериба своему отцу, царю Саргону II, перевод Л. Уотермена (№ 197, 1930—1936 года)
«.»

 — перевод

«.»

 — перевод
В древних письменных источниках Передней Азии упоминание киммерийцев впервые появляется в конце VIII века до н. э. в клинописных памятниках Ассирии. Современники киммерийских вторжений, древние ассирийцы, зафиксировали этноним в виде лексемы гимирра, а название страны киммерийцев как топоним Гамирр (транскрипция с употреблявшегося ассирийцами аккадского языка — [Gimirāia], [Gamir(a/āia)]). Важным свидетельством о киммерийцах являются т. н. «Письма Куюнджикского архива», обнаруженные в XIX веке среди развалин дворца царя Ашурбанипала на месте одной из ассирийских столиц — Ниневии. Эта большая группа клинописных табличек представляет собой собрание сообщений, информировавших ассирийских правителей о событиях, происходящих в окружающих странах. Архив был перевезён в Британский музей, а в 1892 году введен в научный оборот Р. Ф. Гарпером; перевод текста выполнен в 1930—1936 годах Л. Уотерменом и издан в четырёх томах.
Датировка части «Писем Куюнджикского архива», связанной с Урарту и киммерийцами, точно не определена. Ряд исследователей полагает, что эти сведения описывают события позднее 710 года до н. э. (А. Олмстед и пр.), другие относят их немного ранее, датируя важное событие ассиро-урартских взаимоотношений — поход Саргона II на Урарту — 714 годом до н. э. (обосновал предположение Б. Б. Пиотровский). Некоторые документы упоминающие гимирра и Гамирр: 1) Сообщения резидента по имени Ашуррисуа (в основном об Урарту); 2) Два письма наследника Синахериба своему отцу, царю Саргону II; 3) Письмо наследника Ашурбанипала своему отцу, царю Асархаддону; 4) Письмо некоего Белушезиба царю Асархаддону; 5) Вопросы к богу Шамашу (прорицания для царей Асархаддона и Ашурбанипала).

### Библейские тексты
Киммерийцы дважды засвидетельствованы в библейских текстах, где их связывают с именем такого персонажа как Гомер (др.-евр. [gmr]) . Согласно библейской мифологии, он яфетид, то есть сын Иафета, одного из родоначальников человечества, и внук ветхозаветного патриарха Ноя (см. Библейская родословная). Вероятно, имя как эпоним попало в Библию через ассирийское наименование киммерийцев — гимирра — или название территории их расселения в Каппадокии — Гамирр. Кроме древнееврейского языка племенное имя киммерийцев сохранилось и в древнеармянском (см. § Следы этнонима в топонимике).

### Свидетельства в топонимике
После вытеснения киммерийцев из Северного Причерноморья скифами, вероятно, произошедшего к началу VII века до н. э. (возможна и частичная ассимиляция), они не фигурировали в источниках, но память об их пребывании в регионе надолго сохранилась в местной топонимике, особенно в восточном Крыму. Среди упоминаемых античными авторами названий известны такие как Боспор киммерийский (Керченский пролив, название дано древними греками в VI веке до н. э.), Киммерийские валы (древние земляные валы на Керченском и Таманском полуостровах), Киммерийские переправы (некие древние переправы через Керченский пролив), Киммерик (античный город на Керченском полуострове). Киммерийцами оставлен топонимический след и в другом регионе проживания — в Малой Азии, так в армянских письменных свидетельствах до периода средневековья Каппадокия именовалась как Гамирк (арм. Գամիրք [gamir-q]). Вероятно, название восходит к племенному имени киммерийцев известному из ассирийских источников — гимирра — и населяемой ими страны — Гамирр.
Важные эпиграфические памятники древности, Бехистунская и Накширустемские надписи также сохранили упоминания топонима, связанного с киммерийцами. Клинописный текст надписей высечен на рубеже VI—V веков до н. э. по приказу персидского царя Дария I и выполнен на трёх языках — аккадском, древнеперсидском и эламском. Среди перечисленных покорённых Дарием I стран, в текстах три раза упоминаются саки (часто в подобных источниках они же скифы), как «Амиргейские саки», «саки с островерхними шапками» и «саки по ту сторону моря». Внимание современных исследователей обратили на себя «саки/скифы по ту сторону моря», в обоих надписях топоним Сакия/Скифия указывался как [sakā] (древнеперсидский вариант) и [ša-ak-ḳa] (эламский вариант). А вот в аккадском варианте и Бехистунской и Накширустемских надписях термин Сакия/Скифия указывался как [matu gi-mi-ri] — «страна киммерийцев». Таким образом, по мнению исследователей, в аккадском языке сохранялся в названии Сакии/Скифии другой древний топоним.

## Общие сведения
Достоверные письменные источники, позволяющие определить происхождение киммерийцев, отсутствуют, само их существование иногда ставится исследователями под сомнение и в современных изданиях про киммерийцев часто описывают как народ, «вероятно населявший восточно-европейские степи». Те учёные, которые считают киммерийцев реальной этнообщностью, предполагают их существование в IX/VIII—VII веках до н. э. в Северном Причерноморье (северопричерноморские степи, Крым, Приазовье и Тамань), а также в Восточном Причерноморье (западное Предкавказье и западный Кавказ). Предположительно, в начале VII века до н. э. киммерийцы были вытеснены и частично ассимилированы скифами.

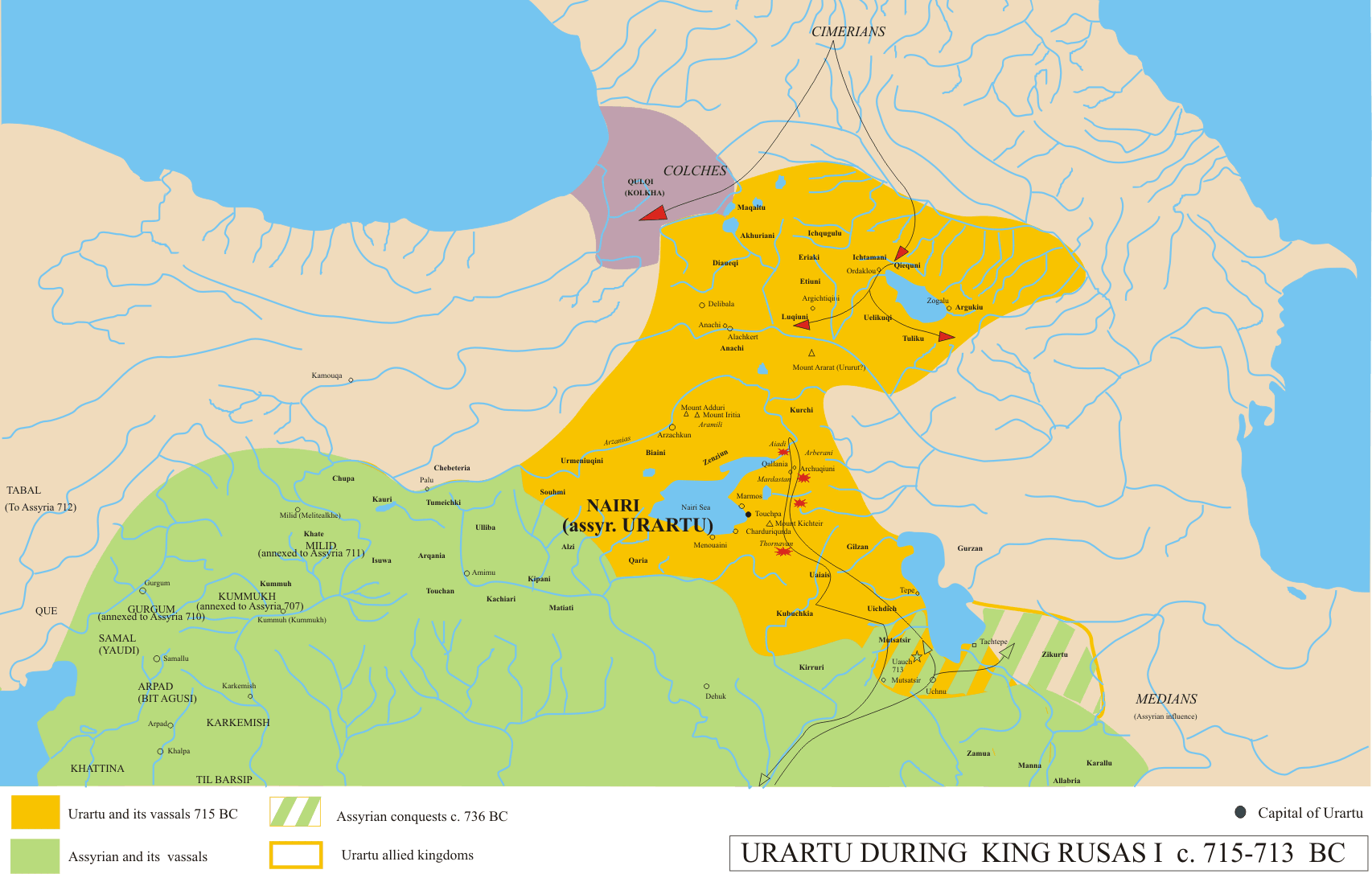
Походы киммерийцев на Колхиду и Урарту

В какой-то период (иногда предполагается последняя четверть VIII века до н. э.) киммерийцы начали совершать военные походы в западное Закавказье и на север Малой Азии; некоторая их часть фактически переселялась туда из Северного или Восточного Причерноморья. Традиционно предполагается, что миграционный процесс шёл под давлением скифов, вытеснявших киммерийцев из причерноморских степей. Проникнув в переднеазиатский регион, киммерийцы оказались вовлечены в противоборство значительных государств Древнего мира — Ассирии, Ионийского союза, Лидии, Урарту и других. Известно, что уже в конце VIII века до н. э. часть киммерийцев осела на севере Малой Азии; вероятная локализация — восточная Каппадокия (страна Гамирр ассирийских источников).

## Памятники материальной культуры
Среди многочисленных археологических данных, собранных на территории Северного Причерноморья и Северного Кавказа, только свидетельства начала 1-го тыс. до н. э. начинают сопоставляться исследователями с этнонимами древних письменных источников. Идентификация киммерийцев давно заботит ряд учёных, но и сейчас в археологии нет единого мнения, какую археологическую культуру или отдельные памятники считать киммерийскими. На сегодняшний день в Северном Причерноморье и прилегающих территориях обнаружены следы некой кочевническо-скотоводческой археологической культуры, охватывающей период с IX по начало VII веков до н. э., которая, с известной долей вероятности, может отождествляться с киммерийцами (в основном представлена могильниками и кладами). Однако не исключено, что это свидетельства материальной культуры не только киммерийцев, но и проживавших здесь других племён, например, некоторыми исследователями предполагаются ранние скифские группы.

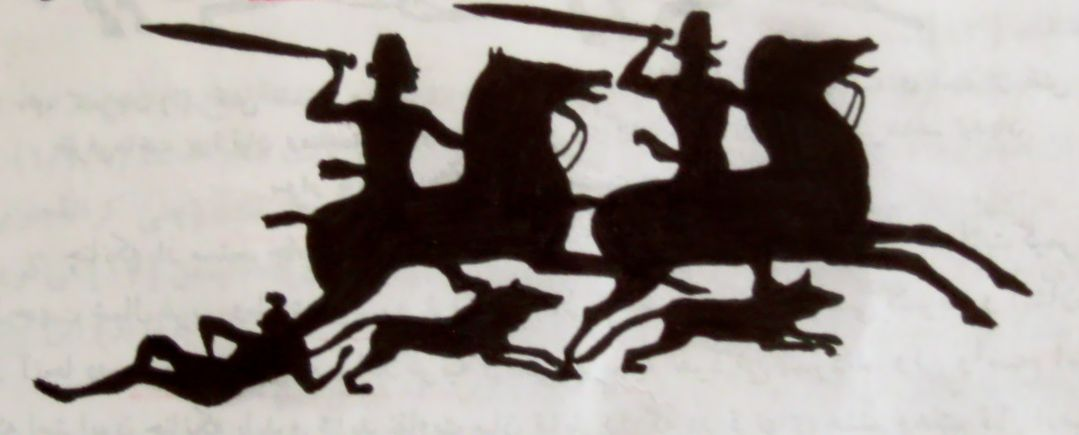
Изображение киммерийцев на ионийском
саркофаге (Клазомены, VI век до н. э.).

Так как состояние и количество археологических свидетельств, связанных с киммерийцами, таково, что не позволяет точно идентифицировать их археологическую принадлежность, археологи выделяют условный киммерийский период (другое название — предскифский), охватывая этим названием ряд культур и памятников позднего бронзового и начала раннего железного веков на юге Восточной Европы («возможные киммерийцы»). Характеристики археологических находок киммерийского периода определены В. А. Городцовым, Е. И. Крупновым, А. А. Иессеном, А. И. Тереножкиным и другими. Особенности памятников этого периода имеются в обряде погребения, оружии (подтреугольные лопасти гарды у кинжалов и мечей; своеобразные наконечники стрел), уздечном наборе (характерные формы удил — двукольчатые и стремевидные; псалий — с тремя отверстиями, муфтами или петлями), формах украшений (накладок с геометрическим орнаментом в виде концентрических окружностей, бегущих спиралей и солярных розеток), керамике и другом (см. § Вопросы хронологии и Киммерийский период).
Одними из первых ярких археологических свидетельств киммерийского периода являются находки Камышевахско-черногорского и Новочеркасского кладов (опубликован А. А. Иессеном, 1953). На основе них были выделены два типа памятников — черногорские и новочеркасские, иногда выделяемые в отдельные археологические культуры, связываемые с киммерийцами. В последующие годы они особенно тщательно изучались А. И. Тереножкиным (1965, 1973, 1976) и А. М. Лесковым (1971, 1981). Исследователи расходились в этнической принадлежности создателей памятников — А. И. Тереножкин считал их киммерийцами, а А. М. Лесков предполагал киммерийскими только находки черногорского типа, связывая новочеркасский тип уже со скифами. Однако оба исследователя одинаково относили предков создателей этих двух типов памятников к срубной культуре, носители которой выдвинулись в украинские степи из-за Волги в середине 2-го тыс. до н. э. Соответственно, позднебронзовые памятники белозёрского типа, непосредственно предшествовавшие киммерийскому периоду, они рассматривали как поздний этап развития срубной культуры в Северном Причерноморье.
Известный немецкий археолог Рената Ролле заявила, что никто не показал археологических свидетельств присутствия киммерийцев в южной части России и в других странах. В Малой Азии обнаружены захоронения, которые можно уверенно связать с историческими киммерийцами, прояснены некоторые детали их истории, отвергнута версия Геродота о появлении киммерийцев в Закавказье. Д. А. Авдусин считал, что киммерийским является впускное погребение № 5 в кургане Высокая Могила в Запорожской области. Согласно данным радиоуглеродного анализа курган датируется рубежом X и IX веков до н. э.

## Вопросы хронологии и Киммерийский период

Киммерийские объединённые колонии на берегу Каспия

Время существования киммерийцев приходилось на переходный период от Бронзового к Железному векам. В Северном Причерноморье и прилегающих территориях этот период соответствует IX — начало VII вв. до н. э., иногда исследователи называют его «Киммерийским» или «Предскифским» периодом/эпохой. 1-е тыс. до н. э., которое киммерийцы застали только в первой четверти, для населения огромных территорий Евразии было важной исторической эпохой, в этот период происходили изменения в общественной жизни и культуре — распадались оформившиеся патриархально-родовые отношения, крупные племенные группы консолидировались в более значительные племенные союзы, возникало патриархальное рабство, расширялись межплеменные и международные экономические и культурные связи. Основой этому послужили сдвиги в области роста производительных сил — заканчивался процесс приручения полезных животных, завершалось освоение выращивания основных видов агрокультур, стабилизировалась хозяйственная основа оседло-земледельческих, кочевых и полукочевых скотоводческих обществ, начиналось хозяйственное освоение железа — одного из видов сырья, сыгравших революционную роль в истории человечества.
Главным аспектом «киммерийской проблемы», безусловно, является поиск археологического материала, относящегося к историческим киммерийцам. К началу XXI века проявились как минимум три подхода к решению киммерийской проблемы:
- «иессеновский», представители которого считают, что памятники типа «новочеркасского клада» могли принадлежать номадам — предкам как киммерийцев, так и скифов;
- «тереножкинский», согласно которому памятники черногоровского и новочеркасского типов генетически связаны между собой и оставлены с геродотовыми киммерийцами;
- «переднеазиатский», утверждающий историчность киммерийцев лишь как народа, известного на Ближнем Востоке, и исключающий причерноморские памятники позднейшего предскифского периода из круга древностей, оставленных киммерийцами.

## История

### В Северном Причерноморье
По вопросу нахождения киммерийцев в Северном Причерноморье среди учёных существует две гипотезы: согласно первой, киммерийцы были единственными обитателями от Дуная до Дона в IX—VII веках до н. э., по другой гипотезе — уже в IX—VIII веках до н. э. на этих территориях совместно с киммерийцами проживали какие-то скифские племена. Возможно, около VIII века до н. э. именно в Северном Причерноморье киммерийцы впервые встретились с древними греками — сообщение о них сохранилось в «Одиссее», здесь же помещал киммерийцев Геродот, описывая их как кочевые племена.
В «Одиссее», приписываемой Гомеру, земли киммерийцев охарактеризованы в свете мифологических представлений древних греков — они локализуются на Крайнем Западе у мировой реки-Океан, куда никогда не проникают лучи солнца-Гелиоса. По мнению А. П. Смирнова автор «Одиссеи» слишком сгущает краски при описании территории проживания киммерийцев — гомеровская характеристика более подходит к Заполярью, где долгое время не показывается солнце, а не к Северному Причерноморью. Однако, А. П. Смирнов предположил, что можно допустить поэтическую вольность Гомера, а также следует иметь в виду, что для жителя эгейского региона, Северное Причерноморье — это север, и довольно прохладный. Последнее утверждение подтверждается тем, что известны и другие древнегреческие писатели, которые ярко описывали морозы этого региона, в частности Крыма и Приазовья.
Геродот называет киммерийцев доскифским населением степной части Северного Причерноморья. Также их упоминает Каллин. Филологи Аристарх и Кратет исправляли у Гомера написание киммерийцы на «керберии» (см. Кербер). О «киммерийском граде» рассказывал Гекатей. Эфор Кимский помещает их около озера Аверн в Италии

### В западном Закавказье и на севере Малой Азии

#### Контакты с Урарту
В конце VIII века до н. э. (иногда предполагается 715—714 года н. э.) на киммерийцев напал царь Урарту Руса I (либо это был Аргишти II). По данным ассирийских шпионов, страна, в которой в это время находились киммерийцы, была расположена рядом с землёй Гурианиа. Урартская армия в походе на страну Гамирр была разбита, погибло много знатных сановников (в том числе подчинённый Урарту правитель страны Уаси), а сам урартский царь вынужден бежать. Поражение вызвало восстания в Урарту и отпадение от государства периферийных владений. Часто современные исследователи сообщают, что разгром от киммерийцев послужил причиной вторжения в Урарту ассирийского царя Саргона II. Однако, имеются сведения, что урартский царь подавил все мятежи внутри страны, укрепил крепости по границам и был готов к войне с Ассирией. Вероятно, в Урарту не боялись вторжения разгромивших их киммерийцев, так как в конце VIII века до н. э. киммерийцы ещё не набрали достаточной силы в Малой Азии, реальную угрозу они стали представлять позднее — в 1-й половине VII века до н. э. Вторжение ассирийцев в Урарту произошло на 8-м году правления Саргона II (в 714 году до н. э., либо несколько позднее), часть территории Урарту была разграблена, нанесён значительный военный и хозяйственный урон.
Имеются косвенные свидетельства середины VII века до н. э. о возможности союза киммерийцев с царством Урарту. В ассирийских источниках (т. н. «вопросах к богу Шамашу») есть упоминание, что ассирийский царь Асархаддон ждал божественного прорицания, поставив вопрос — двинутся ли урарты и киммерийцы совместным походом в хурритскую страну Шубрия? В этот период царь Урарту Руса II активно строил крепости и укреплял страну, помимо киммерийцев он, вероятно, также вступил в союз со скифами. Это не могло не тревожить Ассирию и заставляло её пристально следить за действиями своих северных соседей.

#### Контакты с Ассирией и государствами Малой Азии
Имеются сведения, что в 679 (или 678) году до н. э. какая-то часть киммерийцев, во главе с предводителем Теушпой, перешла на службу к правителю Ассирии Асархаддону. Позднее киммерийцы напали на Лидию, но её царь Гигес заключив союз с Ассирией с помощью её войск отразил это нашествие. В дальнейшем Гигес изменил политическую ситуацию в регионе — отказался от союза с ассирийцам и заключил новый союз — с Египтом и Вавилонией. В 654 (или 652) году до н. э. киммерийцы, снова оказались на службе у ассирийского царя (древнегреческие мифы называют Сарданапала), по его приказу они вторглись в Лидию, разгромили и убили Гигеса, сожгли лидийскую столицу Сарды. Наследник Гигеса Ардис II уцелел в крепости Сард и признал власть Ассирии, таким образом избежав уничтожение Лидии киммерийцами.
В 676 (или 674) году до н. э. киммерийцы совершили поход на Фригию и разгромили её.
Вероятно, в какой-то период часть киммерийцев и объединившихся с ними фракийских треров осела в Киликии. В 645 (или 644) — 639 годах до н. э. под предводительством вождя Лигдамиса они совершали набеги на ионийцев, ассирийцев и скифов. Лигдамис умер в Киликии после неудачной попытки разграбить один из городов Ионии — Эфес. Господство киммерийцев в Малой Азии закончилось с вторжением сюда скифов, а также значительные поражения они понесли от лидийского царя Алиатта, фактически изгнавшего их из региона.

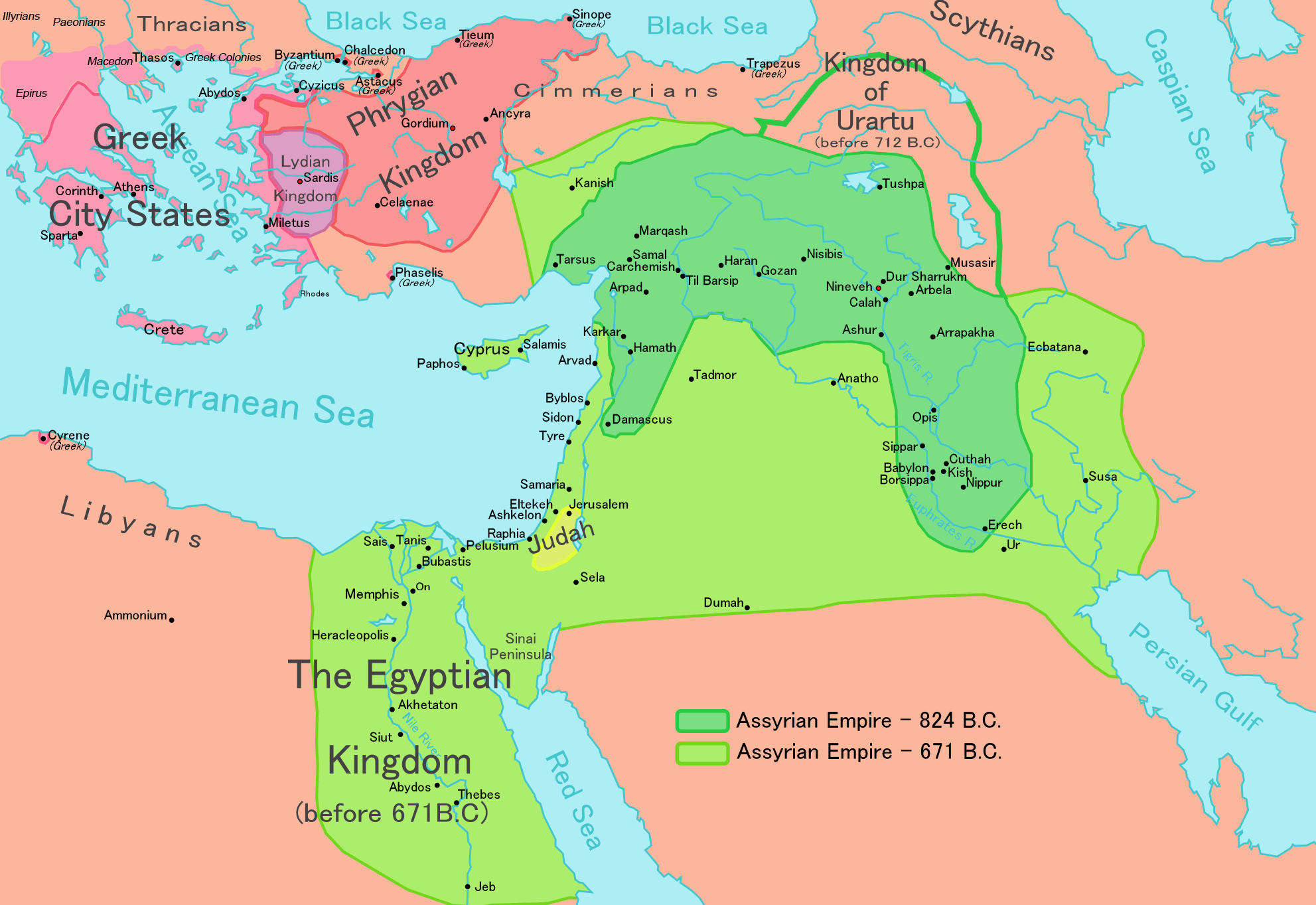
Киммерийцы на севере современной Турции между Фригией и Урарту

За это время часть их продвинулась в западную часть Малой Азии, а другая группа находилась вблизи восточных границ Ассирии. Малоазийские киммерийцы в союзе с Табалом, Хиллакку и племенем мушков враждовали с Ассирией. В 679 году до н. э. ассирийский царь Ассархаддон разбил в Каппадокии войско киммерийского царя Теушпы, но эта победа не имела особых последствий. Вскоре киммерийцы напали и частично подчинили себе Фригию, убив при этом царя Мидаса, одноимённого легендарному фригийскому правителю. Восточная группа кочевников приняла участие в восстании Каштарити в 671—669 годах до н. э., в результате которого образовалось Мидийское царство. Видимо, вскоре после этого восточные киммерийцы ассимилируются с местным населением и исчезают с исторической арены, что нельзя сказать об их западных соплеменниках.
В это время кочевникам удалось отторгнуть у Ассирии ряд западных территорий, что заставило Ашшурбанипала считать их весьма опасными противниками. Усилившись, киммерийцы во главе с царём Дугдамми (Тугдамме; Лигдамисом греческих текстов) в 644 году до н. э. вновь атакуют Лидию, в результате чего были взяты Сарды и погиб царь Гиг. В это время происходит единственное столкновение греков с киммерийцами, которым удалось захватить некоторые города Ионии, в частности Магнесию-на-Меандре и, видимо, Эфес (согласно Архилоху, в Эфесе киммерийцы разорили храм Артемиды). Опорным пунктом завоевателей на западе Анатолии стал Антандр, который впоследствии даже получил название Киммерида. Но для постоянного расселения своих соплеменников Тугдамме выбрал более отдаленную Каппадокию.
Вскоре были предприняты новые нападения на Ассирию, но в ходе одного из этих походов царь Дугдамми умер от болезни (Страбон предполагал, что Дугдамме был побеждён и убит царём скифов Мадием; Ашшурбанипал утверждает, что Тугдамме победил бог Мардук), и киммерийцы отступили. Его наследник Сандакурру (Сандакшатра), также названный царём скифов-саков, упоминается как враг Ассирии в одном из текстов Ашшурбанипала, но кочевникам больше не удалось восстановить своё могущество. Больше они не упоминаются в ассирийских документах.
В осетинском нартовском эпосе киммерийцы упоминаются как гумиры, предшествовавшие нартам.

## Палеогенетика
У мужчин киммерийцев из раскопок у села Глиное обнаружены Y-хромосомные гаплогруппы R1a-Z93 и Q1a, также у представителей черногоровской культуры определены митохондриальные гаплогруппы C5c, H9a, R. У киммерийцев был обнаружен восточноазиатский аутосомный сигнал.. У образцов MJ-12, −31, −32 определены митохондриальные гаплогруппы H35, U2e2, U5a1b1 и Y-хромосомные гаплогруппы R1a-Z645 и R1a2c-B111. Более масштабные генетические исследования показывают смешанное происхождение киммерийцев, характерное для кочевых народов, на их происхождение больше повлияла карасукская культура, чем срубная. Они не были однородным народом, в их геноме прослеживается влияние народов бронзового века Южного Урала, а также Центральной Азии и Дальнего Востока.

## Искусство
Чаще всего на киммерийских вещах встречается фигура в виде ромбовидного значка с вогнутыми сторонами и кружочком в середине. Почти всегда такой значок вписывается в круг, в результате чего образуется простая четырёхлепестковая розетка. Значками такого рода обычно оформлялись круглые бронзовые бляхи с отверстиями для перекрещивающихся ремней у уздечки. Значку могло придаваться и значение оберегов. Следующую серию составляют круглые бляшки с вписанным прямым равноконечным или чаще мальтийским крестом.

## Язык
В настоящее время все сведения о киммерийском языке являются весьма гипотетическими в связи с тем, что от их языка сохранилось всего несколько имён собственных в ассирийской транскрипции (Te-uš-pa, Dug-dam-me, Šandakšatru), а также название самого народа. С точки зрения И. М. Дьяконова, имя киммерийского царя Сандакшатру абсолютно аналогично иранскому «Артаксеркс» и может быть интерпретировано как «власть бога Сандона» (лувийское божество). Аналогичным образом венгерский лингвист Янош Харматта приводил древнеиранские истоки имени Теушпа. Это предполагает индоиранскую принадлежность киммерийцев. Существует предположение, что киммерийцы ираноязычный народ.
Также существует версия, что киммерийцы были близки фракийцам. По Леманну-Гаупту, язык киммерийцев мог быть «потерянным звеном» между фракийским и иранским языком. Георг Хольцер выдвинул гипотезу существования отдельной индоевропейской ветви, которую он отождествил с киммерийцами.

## Одежда

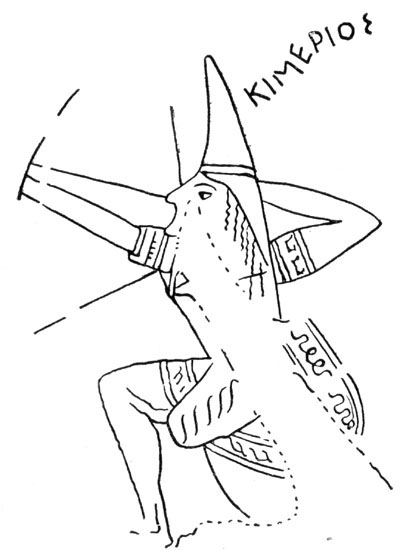
Изображение киммерийца на древнегреческой вазе, VII век до н. э.

На основании изобразительного искусства соседних народов восстанавливают одежду киммерийцев. Они носили кожаные куртки, штаны, сапоги и островерхие шапки.

## Персоналии
Цари
- Теушпа (погиб около 679 года до н. э.)
- Тугдамме (Дугдамме, Лигдамис) (умер в 640 год до н. э.)
- Сандакурру (Шандакурру) (после 640 года до н. э.)

В массовой культуре
В цикле повестей о Хайборийской Эре писателя Р. И. Говарда фигурирует Конан, вымышленный воин-варвар из Киммерии. В дальнейшем персонаж книг, комиксов, кинофильмов и компьютерных игр, один из наиболее популярных фантастических персонажей XX века. Впрочем, «Киммерия» Говарда имеет мало общего с исторической Киммерией и списана скорее с кельтских племён.

### Словари и энциклопедии
- Вальчак С. Б. Киммерийский период : энцикл. ст. // БРЭ : интернет-энцикл. — М. : Изд-во БРЭ, 2020.
- Ельницкий Л. А. [bse.sci-lib.com/article061142.html Киммерийцы] // БСЭ [в 30 т. (т. №24 в 2 кн.) + 1 кн. алфав.-именн. указ.] / Гл. ред. А. М. Прохоров. — 3-е изд. — М. : Изд-во СЭ, 1973. — Т. 12 (Кварнер — Конгур). — 624 с. : илл., 35 л. илл. и карт. — 629 000 экз.
- Иванчик А. И. Киммерийцы : энцикл. ст. // БРЭ : интернет-энцикл. — М. : Изд-во БРЭ, 2020.
- Киммерийцы // Энциклопедический словарь Брокгауза и Ефрона : в 86 т. (82 т. и 4 доп.). — СПб., 1890—1907.
- Любкер Ф. Иллюстрированный словарь античности = Reallexicon des klassischen Alterthums : слов.: ок. 11 000 ст. / Отв. ред. М. Яновская, ред. В. В. Людвинская, А. К. Шапошников, В. Е. Татаринов. — Изд. испр. и доп. — М. : Эксмо (Ульяновск : Ульяновский Дом печати), 2005. — 1341 [3] с. : ок. 1000 ч/б и цв. илл. и илл.-вклеек, табл. — (Русский Webster). — 5000 экз. — ISBN 5-699-14296-7.
- Тронский И. М. [bse.sci-lib.com/article011510.html Гомер] // БСЭ [в 30 т. (т. №24 в 2 кн.) + 1 кн. алфав.-именн. указ.] / Гл. ред. А. М. Прохоров. — 3-е изд. — М. : Изд-во СЭ, 1972. — Т. 7 (Гоголь — Дебит). — 608 с. : илл., 44 л. илл. и карт., 1 карта-вкл. — 630 000 экз.